# Stazione di Pescara Centrale
La stazione di Pescara Centrale è una stazione ferroviaria della linea Adriatica a servizio dell'omonima città, di cui costituisce il principale scalo ferroviario. La stazione, ubicata nel centro città, è il più grande scalo ferroviario d'Abruzzo. Nel 2013 serviva circa 2 milioni di passeggeri all'anno. La stazione è sede di una sala centrale operativa che gestisce tutte le stazioni delle linee ferroviarie di Abruzzo, Marche e Umbria. Il movimento in stazione è gestito con un apparato centrale computerizzato, anch'esso situato in sala.

## Strutture e impianti

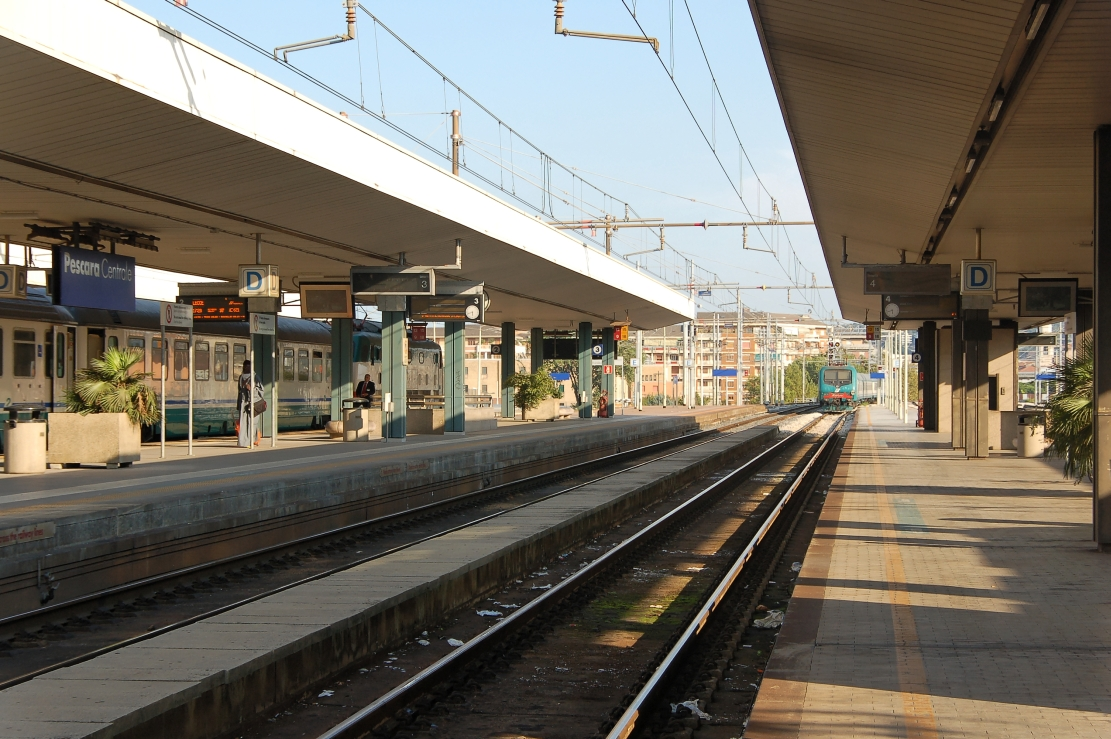
Il piazzale binari

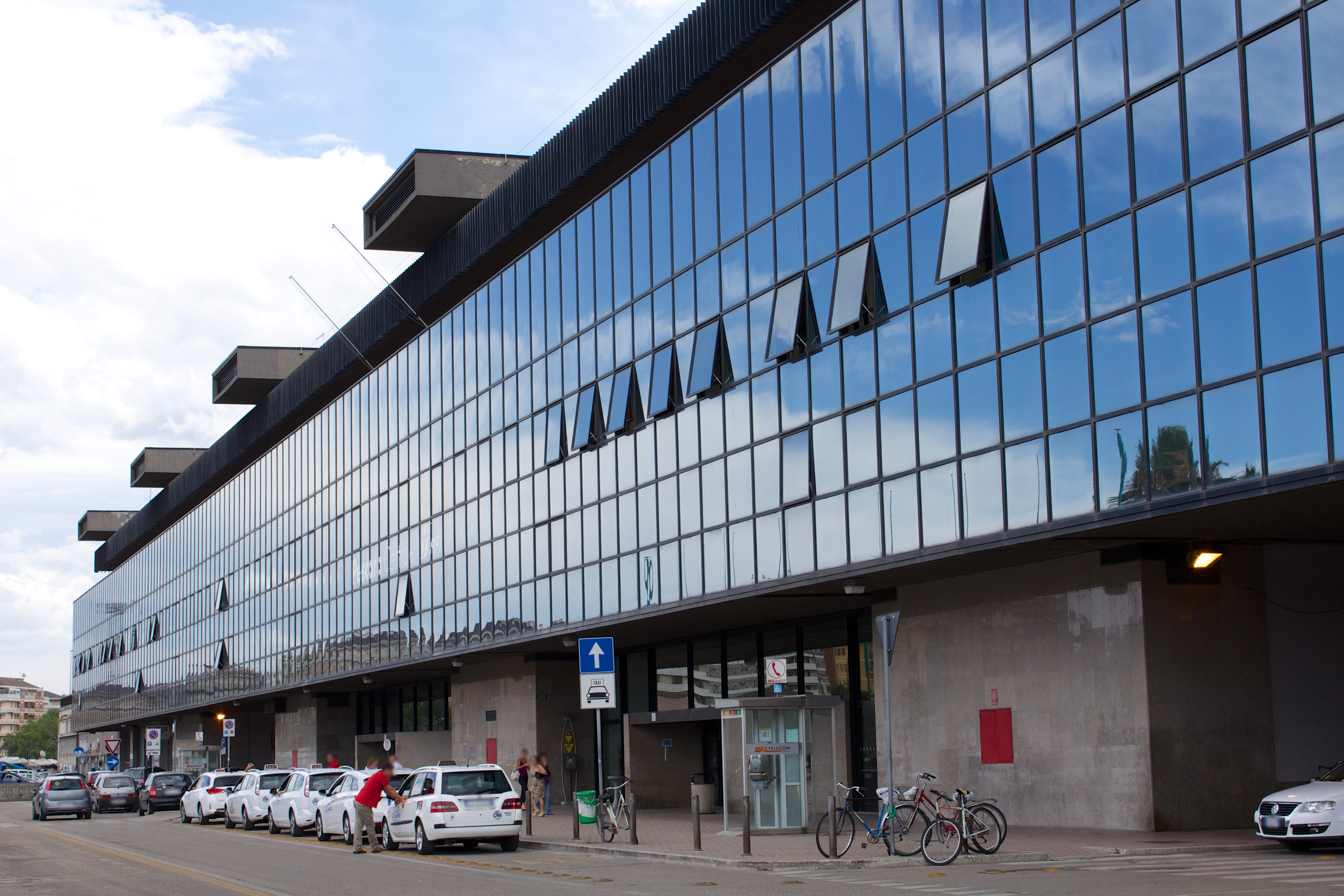
Facciata principale

La struttura si trova più a ovest rispetto al precedente edificio, e si affaccia sul piazzale creatosi dal trasferimento dei binari sulla nuova linea.
Il progetto iniziale del nuovo fabbricato viaggiatori fu redatto nel 1962 dall'architetto Corrado Cameli del servizio lavori delle Ferrovie dello Stato, e prevedeva una struttura in acciaio strallata. 
La modifica della struttura strallata in acciaio con una in cemento armato precompresso e il relativo calcolo strutturale furono eseguiti nel 1970 dallo studio ingegneri Giovanni e Piero Cerasoli di Pescara con la consulenza dell'ingegnere Carlo Cestelli Guidi, ritenuta necessaria per l'edificazione di una delle prime opere in cemento armato precompresso realizzate in Italia dalle Ferrovie dello Stato.

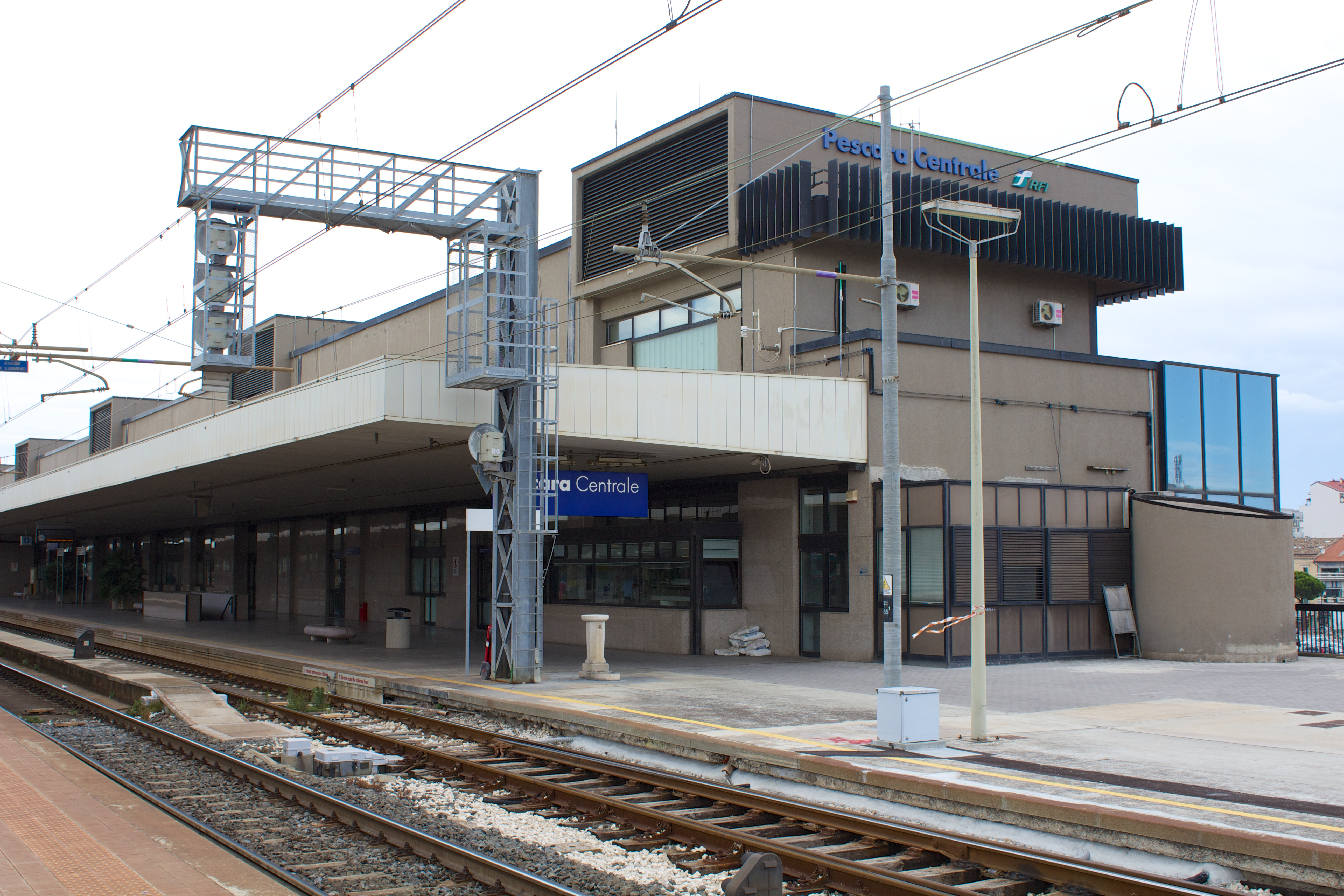
Uno dei due corpi dell'edificio visto dal piazzale binari

L'opera fu completata nel 1988 dopo molti anni di lavoro; l'inaugurazione si tenne il 27 gennaio.
La stazione è costituita da due corpi che racchiudono il piazzale dei binari; presentano due lunghe facciate parallele (una che affaccia sull'area di risulta, lato mare, dove è presente l'ingresso principale, e una parallela su via Enzo Ferrari) ricoperte con vetri riflettenti, di venti metri più lunghe rispetto alla facciata della stazione di Roma Termini. La struttura presenta il fabbricato viaggiatori al piano terra, dove risiedono la biglietteria e i servizi; al primo piano è presente un corridoio che raccorda l'ingresso ai binari attraverso scale, scale mobili e ascensori. Infine il piazzale binari è sopraelevato al secondo piano.
La stazione rientra tra le stazioni del compartimento ferroviario di Ancona.

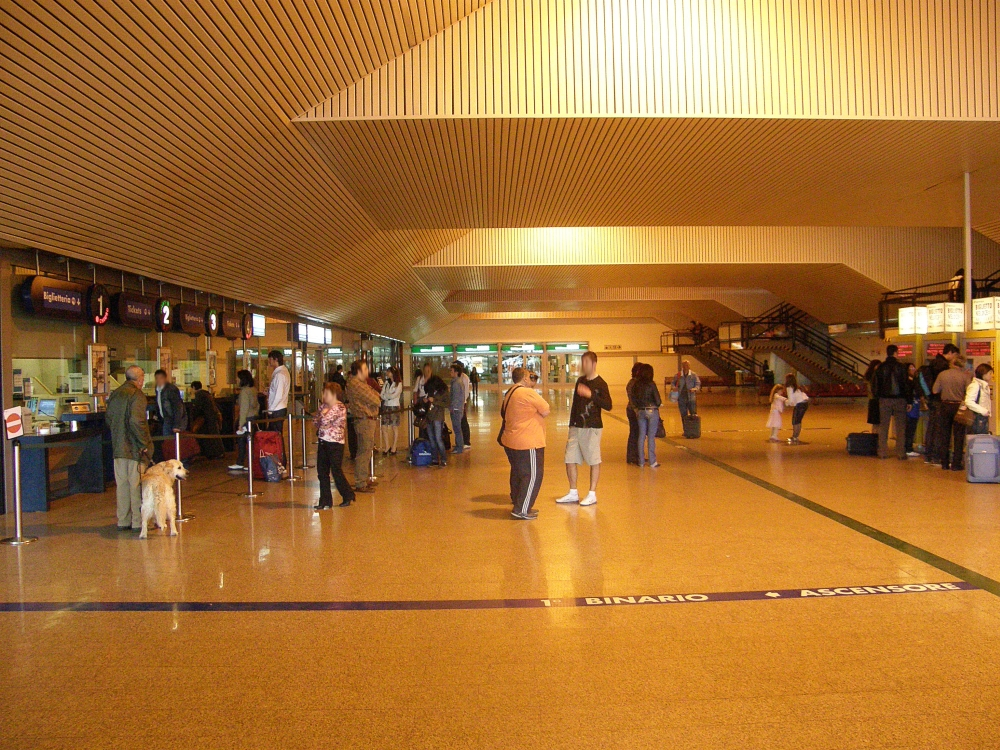
Le biglietterie

### Piazzale ferroviario
La stazione, gestita da RFI, dispone di otto binari lineari più tre binari tronchi: il 4° tronco nord e il 5° e 8° tronchi sud; nel 2018, con l'attivazione dell'ACC, fu rimosso il 7° tronco nord. I binari lineari vengono utilizzati per i treni a lunga percorrenza e per alcuni treni regionali, mentre i binari tronchi sono destinati al traffico locale.

## Movimento

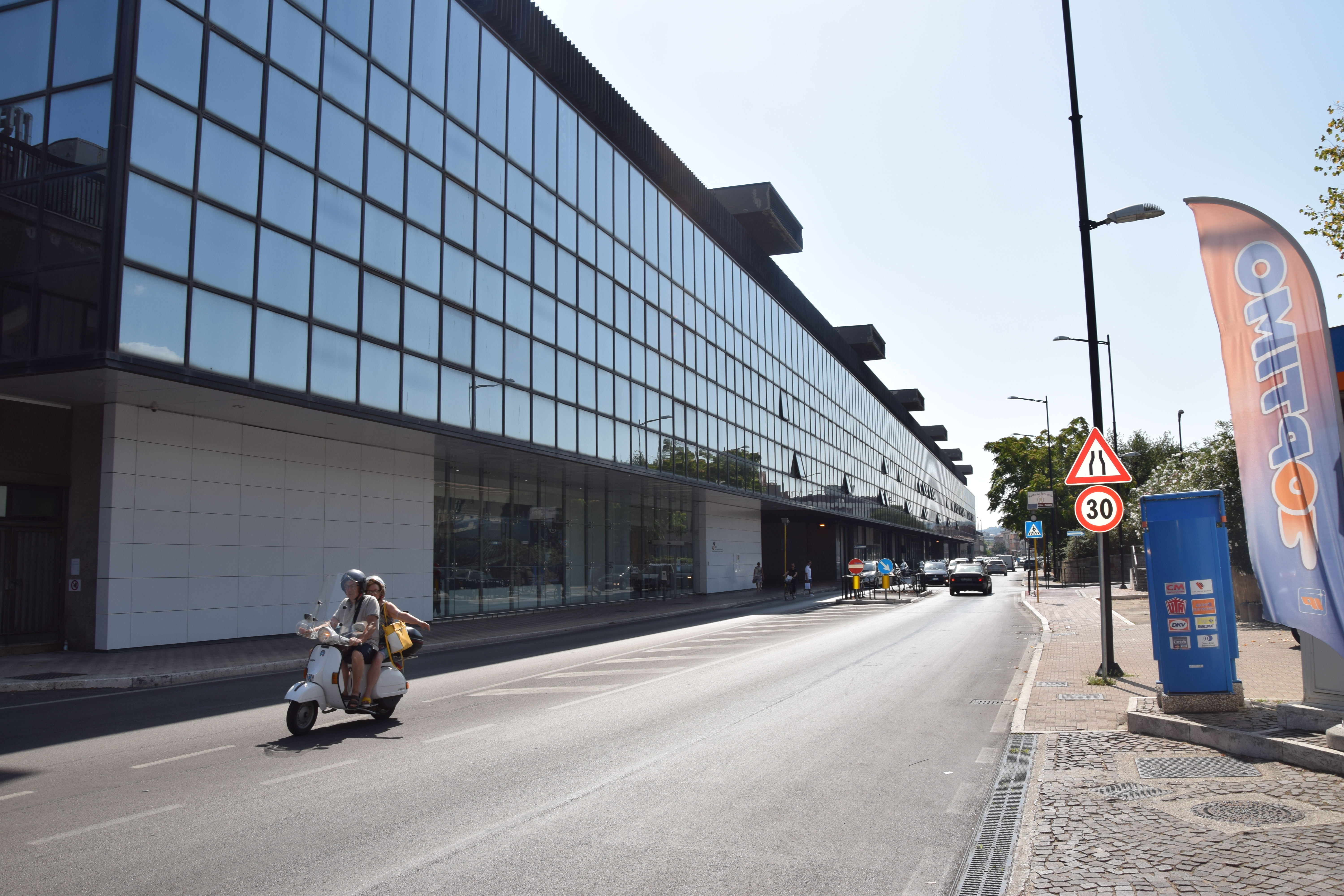
Il retro dell'edificio appare identico alla facciata principale

La stazione è servita da tutte le relazioni a lunga percorrenza svolte da Trenitalia passanti per la ferrovia Adriatica (Frecciarossa, InterCity e InterCity notte) e dai treni regionali e regionali veloci previsti dal contratto di servizio stipulato con la Regione Abruzzo, svolti da Trenitalia e TUA.

## Servizi
La stazione dispone di:
- Biglietteria a sportello
- Biglietteria self-service
- Sala d'attesa
- Servizi igienici
- Posto di Polizia ferroviaria
- Bar
- Ristorante
- Negozi

Nella stazione è inoltre presente un centro multiservizi dedicato al bike-sharing, con servizi di ciclonoleggio, riparazione e veloparcheggio custodito, info-point turistico e spazio conferenze.

## Interscambi
All'esterno della stazione si trovano il terminal autobus centrale e i capolinea della maggior parte delle linee di trasporto urbano, suburbano ed extraurbano.
- Fermata autobus
- Stazione taxi

Dal parcheggio antistante la stazione diverse compagnie di autobus a lunga percorrenza collegano Pescara con numerose città italiane ed europee, oltre che con gli aeroporti di Pescara, Roma Ciampino, Roma Fiumicino e Napoli Capodichino.